# Кевін Меєр
Кевін Ґ. Меєр (англ. Kevin G. Meyer; нар. 9 травня 1956, Біатріс, Небраска) — американський політик-республіканець, віцегубернатор штату Аляска з 2018 року. Сенатор Аляски з 2008 до 2018 року, президент Сенату з 2015 по 2017 рік, лідер сенатської більшості з 2010 до 2012 року. З 2000 до 2008 був членом Палати представників Аляски. Працював координатором в ConocoPhillips.
Меєр вивчав бізнес-адміністрування в Університеті Небраски-Лінкольна, закінчив Університет Нью-Мексико в Альбукерке, отримав ступінь MBA в Аляскинському тихоокеанському університеті.
З 1993 до 2000 входив до Асамблеї Анкориджа, обіймав посаду голови Асамблеї з 1999 до 2000 року.